# Rose Montmasson

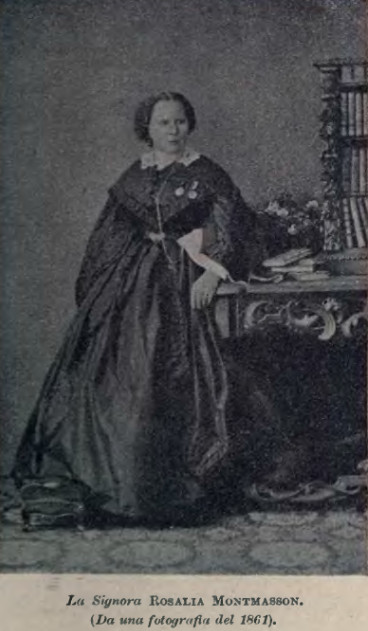
Rose Montmasson (1861)

Rose Montmasson, genannt Rosalie oder Rosalia, (geboren 12. Januar 1823 in Saint-Jorioz; gestorben 10. November 1904 in Rom) war eine italienische Freiheitskämpferin. Sie war die einzige Frau, die 1860 an Giuseppe Garibaldis Zug der Tausend teilnahm.

## Leben
Rose Montmasson entstammte einer bäuerlichen Familie aus Hochsavoyen, damals Teil des Königreichs Sardinien. Sie war das vierte von fünf Kindern und verbrachte ihre Kindheit in einem kleinen Ort am Westufer des Lac d’Annecy. Neben kleineren Haus- und Feldarbeiten erhielt sie eine einfache Schulausbildung, so dass sie rechnen, lesen und schreiben konnte.
Nach dem Tod ihrer Mutter war sie aus finanziellen Gründen gezwungen, ihre Heimat zu verlassen und eine Arbeit zu suchen. Sie ging zunächst womöglich nach Marseille und dann nach Turin. In der Residenzstadt der Savoyer begann sie ab 1849 als Büglerin zu arbeiten. Während dieser Zeit lernte sie Francesco Crispi kennen und lieben. Crispi schrieb später, er hätte Rosalie während seines kurzen Gefängnisaufenthaltes im Palazzo Madama kennen gelernt. Neueren Forschungen zufolge kann nicht ausgeschlossen werden, dass sich die beiden bereits in Marseille kennenlernten und gemeinsam nach Turin zogen.
In Turin wurde ihre Beziehung durch die vorherige Lebensgefährtin Crispis, die Sizilianerin Felice Vella, gestört. Vella, mit der Crispi einen Sohn hatte, ließ sich im gleichen Wohnviertel nieder und fiel durch heftige Eifersuchtsszenen auf, die sogar das Einschreiten der Ordnungskräfte nötig machten.
Nach den am 6. Februar 1853 in Mailand ausgebrochenen Unruhen gegen die österreichische Besatzung wurden alle republikanischen Sympathisanten aus Turin ausgewiesen. Am 14. März brach Crispi in Richtung Genua auf, um eine Woche später von der Hafenstadt nach Malta abzulegen. Rosalie folgte ihm im Mai nach. Auf Malta unterhielt sie Crispi mit ihrer Arbeit, machte aber auch Bekanntschaft mit anderen Exilanten. In ihrer Freizeit nahm sie an politischen Versammlungen teil, in denen über Themen wie Demokratie, Freiheit und die Einheit Italiens diskutiert wurde. Mit den Rednern Nicola Fabrizi und Giorgio Tamajo schloss sie damals lebenslange Freundschaften. Fasziniert war sie aber vor allem von den Ideen Giuseppe Mazzinis, der zwar selbst nicht anwesend war, aber stets Gesprächsstoff war.
Bevor Crispi, der auf Malta die politische Zeitung La Staffetta leitete, wegen seiner aufhetzerischen publizistischen Arbeit von der Insel verwiesen wurde, heiratete er zuvor am 27. Dezember 1854 in zweiter Ehe Rosalie Montmasson. Wie sich später herausstellte, unterstand der in aller Eile aufgetriebene Geistliche, der die Eheschließung gegen Bezahlung vollzog, einem Interdikt und hätte die Zeremonie gar nicht vollziehen dürfen. Drei Tage später war Crispi in London, während Montmasson nach Genua reiste. In der Hafenstadt suchte sie Freunde auf, die ihr ausreichende finanzielle Mittel zukommen ließen, um zu ihrem Ehemann nach London reisen zu können. Auf dem Weg dorthin machte sie Station bei ihrer Familie in Saint-Jorioz und versöhnte sich mit ihrem Vater, der die wilde Ehe mit Crispi nicht gut geheißen hatte. Mitte Februar 1855 langte sie schließlich in London an.
In London verkehrte das Paar mit italienischen Exilanten und gehörte bald zum engsten Freundeskreis von Mazzini. Für die Ideen Mazzinis werbend, reisten sie durch Europa und ließen sich 1856 für einige Zeit in Paris nieder. In dieser politisch für beide bewegten Zeit besuchte Montmasson patriotische Klubs und übermittelte Nachrichten, verteilte Flugblätter und schmuggelte unter ihren Kleidern oder in Körben versteckte Waffen in die Versammlungen.
1858 musste das Paar Paris nach einer erneuten Ausweisung verlassen und kehrte zunächst nach Turin zurück, bevor sie sich in Genua niederließen. In der Hafenstadt arbeitete Montmasson aktiv an den Vorbereitungen der Invasion Siziliens durch Garibaldi. Nach Zazzeri war sie die weibliche Schlüsselfigur des Unternehmens und trug entscheidend zur logistischen Vorbereitung bei.
Im Frühjahr 1860 fuhr sie mit dem Postschiff nach Messina und überbrachte den dortigen Dissidenten die Nachricht von der baldigen Ankunft der beiden Patrioten Rosolino Pilo und Giovanni Corrao. Danach fuhr sie nach Malta weiter, um sich mit Nicola Fabrizi und Giorgio Tamajo zu treffen. Mit den Nachrichten der beiden kehrte sie im April nach Genua zurück. Einen Monat später setzte sie sich gegen den Willen ihres Mannes und Garibaldis durch und schiffte sich als Mann verkleidet am 5. Mai 1860 von Quarto als einzige Frau mit den anderen Freiheitskämpfern in Richtung Sizilien ein. Mit dem Zug der Tausend nahm sie an den Kämpfen gegen die bourbonischen Truppen in Marsala, Palermo und Calatafimi teil, ohne dabei den Gefahren um ihr Leben aus dem Weg zu gehen. Auch wenn sie sich bei den Kämpfen hauptsächlich um die Versorgung der Verwundeten kümmerte und dabei nicht zurückschreckte, sie direkt auf dem Schlachtfeld zu versorgen, griff sie gelegentlich auch zur Waffe. Für ihren unerschrockenen Einsatz bei der Versorgung der Verwundeten in der Schlacht von Calatafimi erhielt sie den Beinamen „Engel von Calatafimi“.
Nach der Wahl Crispis zum Abgeordneten des italienischen Parlaments 1861 folgte sie ihrem Mann nach Turin und lebte fortan mit ihm zwischen Turin und Florenz. In den Salons stand die ehemalige Bauerntochter als Heldin der Tausend, ausgezeichnet mit der Erinnerungsmedaille der Tausend, sowie als enge Freundin von Garibaldi im Mittelpunkt des gesellschaftlichen Interesses. Nach der Verlegung der italienischen Hauptstadt von Florenz nach Rom 1871 verschlechterte sich das Verhältnis zu ihrem Mann, der eine immer zentralere Rolle im politischen und gesellschaftlichen Geschehen einnahm. Zur Verschlechterung trugen aber auch die zahlreichen außerehelichen Beziehungen ihres Mannes bei, aus denen zwei uneheliche Kinder hervorgingen.
1874 vermittelten die Freunde des Ehepaares, Agostino Bertani und Giorgio Tamajo, eine Übereinkunft zwischen beiden. Die Vereinbarung sah vor, dass Crispi zu Lebzeiten für einen stattlichen Unterhalt aufkommen musste, während sie aus dem gemeinsamen Haus in Rom ausziehen sollte. 1875 zog sie in eine eigene Wohnung in Rom um.
Während sie von nun an zurückgezogen lebte, sollte ihre Ehe für Crispi noch ein Nachspiel haben. 1878 wurde er in einem Zeitungsartikel der Bigamie beschuldigt, da er in der Zwischenzeit seine Geliebte Lina Barbagallo nach der Geburt einer gemeinsamen Tochter geehelicht hatte. Zu seiner Verteidigung brachte er vor, dass die Ehe mit Rosalie Montmasson aufgrund der Umstände ihres Zustandekommens von vornherein null und nichtig gewesen wäre.
Rosalie Montmasson starb, weitgehend von der Öffentlichkeit vergessen, am 10. November 1904 in Rom. In ihrem Testament hatte sie bestimmt, dass sie im Rothemd der Garibaldiner bestattet werden sollte. Sie fand ihre letzte Ruhestätte auf dem Monumentalfriedhof Campo Verano in Rom.